# Alois Langer
Alois Langer (* 24. Februar 1945 in Pittsburgh) ist ein US-amerikanischer Elektroingenieur, bekannt für seine Beteiligung an der Entwicklung des implantierbaren Kardioverter-Defibrillators (ICD).
Langer studierte Elektrotechnik an Massachusetts Institute of Technology mit dem Abschluss 1967 und wurde an der Carnegie Mellon University promoviert. Er leitete als Projektingenieur bei der Firma Medrad (Präsident Stephen Heilman) die Entwicklung des ICD, für die die Kardiologen Michel Mirowski und Morton Mower vom Sinai Hospital in Baltimore den Anstoß gaben. 1980 war es einsatzbereit und das erste Gerät wurde einem Patienten implantiert.
Später entwickelte er auch noch ein Verfahren, Elektrokardiagramme über Telefon zu senden, um so Patienten zu Hause zu überwachen (genannt Telemetry@Home), wozu er eine eigene Firma gründete (Cardiac Telecom Corporation).
2002 wurde er in die National Inventors Hall of Fame aufgenommen.